# نادي أفينيدا لكرة السلة للسيدات
نادي أفينيدا لكرة السلة للسيدات (بالإسبانية: Club Baloncesto Avenida)‏ هو فريق كرة سلة إسباني للمحترفات تأسس في سنة 1988 يقع مقره في سالامانكا. يلعب في الدوري الإسباني لكرة السلة للسيدات. فاز بالدوري الأوروبي لكرة السلة للسيدات مرة واحدة، كما فاز بالدوري الإسباني 7 مرات وفاز بكأس السوبر الأوروبية لكرة السلة للسيدات مرة واحدة.

## وصلات خارجية
- الموقع الرسمي